# Mads Nyboe Kristensen
Mads Nyboe Kristensen (* 4. Mai 1984 in Aarhus) ist ein ehemaliger dänischer Basketballspieler.

## Werdegang
Der 1,90 Meter große Flügelspieler wurde von den Bakken Bears zwischen 2003 und 2012 in 300 Pflichtspielen eingesetzt. Die besten statistischen Werte in einer Saison erreichte Nyboe Kristensen 2006/07, als er in der dänischen Liga im Schnitt 3,5 Punkte und 1,9 Rebounds je Begegnung erzielte. 2004, 2005, 2007, 2008, 2009, 2011 und 2012 gewann er mit Bakken die dänische Meisterschaft und 2005, 2007, 2009, 2010 und 2011 den dänischen Pokalwettbewerb. Während seiner Laufbahn sammelte Nyboe Kristensen internationale Erfahrung in den Europapokalwettbewerben FIBA Europe Cup, EuroCup Challenge, EuroCup und EuroChallenge.